# سی و هفتمین جایزه آکادمی فیلم ژاپن
سی و هفتمین جایزه آکادمی فیلم ژاپن (به انگلیسی: 37th Japan Academy Film Prize) سی و هفتمین دوره جایزه آکادمی فیلم ژاپن است، جایزه ای که از طرف انجمن نیپون آکادمی-شو برای اعطای برتری در فیلم‌سازی اهدا می‌شود. این مراسم فیلم‌های ۲۰۱۳ را به خود اختصاص داد و در ۷ مارس ۲۰۱۴ در هتل Grand Prince New Takanawa در توکیو، ژاپن برگزار شد.

## نامزدها

### جوایز
| بهترین فیلم سال | پویانمایی سال |
| --- | --- |
| - گذرگاه بزرگ - گذرگاه شیطان - A Boy Called H - پسر کو ندارد نشان از پدر - خانواده توکیو - این را از ریکیو بپرس | - باد برمی‌خیزد - افسانه شاهدخت کاگویا - هارلوک: دزدان فضایی - Puella Magi Madoka Magica the Movie: Rebellion - Lupin the 3rd vs. Detective Conan: The Movie |
| کارگردان سال | فیلمنامه سال |
| - یویا ایشی – گذرگاه بزرگ - هیروکازو کورئیدا – پسر کو ندارد نشان از پدر - کازویا شیرائیشی– گذرگاه شیطان - کوکی میتانی – کنفرانس کیوسو - یامادا یوجی – خانواده توکیو | - کازویا شیرائیشی – گذرگاه بزرگ - هیروکازو کورئیدا – پسر کو ندارد نشان از پدر - Izumi Takahashi و کازویا شیرائیشی – گذرگاه شیطان - کوکی میتانی – کنفرانس کیوسو - یامادا یوجی و Emiko Hiramatsu – خانواده توکیو |
| بازیگر برجسته نقش اول مرد | بازیگر برجسته نقش اول زن |
| - ریوهی ماتسودا – گذرگاه بزرگ - ایچیکاوا ابیزو یازدهم – این را از ریکیو بپرس - ایسائو هاشیزومه – خانواده توکیو - ماساهارو فوکویاما – پسر کو ندارد نشان از پدر - کن واتانابه – نابخشوده                                                                                    | - یوکو ماکی – The Ravine of Goodbye - آیا اوئتو – سامورایی آشپز (A Tale of Samurai Cooking: A True Love Story) - ماچیکو اونو – پسر کو ندارد نشان از پدر - آئویی میازاکی – گذرگاه بزرگ - کازوکو یوشیوکی – خانواده توکیو |
| بازیگر برجسته نقش مکمل مرد | بازیگر برجسته نقش مکمل زن |
| - لیلی فرانکی – پسر کو ندارد نشان از پدر - جو اوداگیری – گذرگاه بزرگ - ساتوشی تسومابوکی – خانواده توکیو - پیر تاکی – گذرگاه شیطان - ریوهی ماتسودا – The Detective Is in the Bar - لیلی فرانکی – گذرگاه شیطان                                                              | - یوکو ماکی – پسر کو ندارد نشان از پدر - Yū Aoi – خانواده توکیو - ماچیکو اونو – The Detective Is in the Bar - میکی ناکاتانی – این را از ریکیو بپرس - کیمیکو یو – سامورایی آشپز |
| جایزه محبوبیت | تازه‌وارد سال |
| - Masayasu Wakabayashi – Himawari to Koinu no 7-ka Kan (Actor Category) - Midsummer's Equation (Production Category) | - کوتسونا شیئوری – نابخشوده and Tsuya no Yoru Aru Ai ni Kakawatta, Onna Tachi no Monogatari - هارو کوروکی – گذرگاه بزرگ and Sougen no Isu - Dan Mitsu – Amai Muchi - Kokone Hamada – سال‌های دور از خانه - Gō Ayano – داستان یونوسوکه and Natsu no Owari - ماساکی سودا – The Backwater - گن هوشینو – Hakoiri Musuko no Koi and Why Don't You Play in Hell? - Tatsuki Yoshioka – A Boy Called H |
| دستاورد برجسته موسیقی | دستاورد برجسته فیلمبرداری |
| - جو هیسایشی – باد برمی‌خیزد - Taro Iwashiro – این را از ریکیو بپرس - Kiyoko Ogino – کنفرانس کیوسو - Junichi Matsumoto, Takashi Mori and Takeshi Matsubara – پسر کو ندارد نشان از پدر - Takashi Watanabe – گذرگاه بزرگ - جو هیسایشی – افسانه شاهدخت کاگویا و خانواده توکیو | - Norimichi Kasamatsu – نابخشوده - Mikiya Takimoto – پسر کو ندارد نشان از پدر - Masashi Chikamori – خانواده توکیو - Takeshi Hamada – این را از ریکیو بپرس - Junichi Fujisawa – گذرگاه بزرگ |
| دستاورد برجسته نورپردازی | دستاورد برجسته هنری |
| - Kōichi Watanabe – Unforgiven - Norikiyo Fujii – پسر کو ندارد نشان از پدر - Kiyoto Andō – این را از ریکیو بپرس - Tatsuya Osada – گذرگاه بزرگ - Kōichi Watanabe – خانواده توکیو                                                                                           | - Takashi Yoshida – این را از ریکیو بپرس - Yōhei Taneda and Kimie Kurotaki – The Kiyosu Conference - Katsumi Nakazawa – A Boy Called H - Mitsuo Harada – گذرگاه بزرگ - Mitsuo Harada and Ryo Sugimoto – Unforgiven |
| دستاورد برجسته ضبط صدا | فیلم برجسته خارجی زبان |
| - Hirokazu Katō – گذرگاه بزرگ - Kazumi Kishida – خانواده توکیو - Tetsuo Segawa – The Kiyosu Conference - Yutaka Tsurumaki – پسر کو ندارد نشان از پدر - Nobuhiko Matsukage – این را از ریکیو بپرس                                                                          | - Shinichi Fushima – گذرگاه بزرگ - Iwao Ishii – خانواده توکیو - Sōichi Ueno – The Kiyosu Conference - Hirokazu Koreeda – پسر کو ندارد نشان از پدر - Kazunobu Fujita – این را از ریکیو بپرس |
| فیلم برجسته زبان خارجی | جایزه ویژه ریاست |
| - بینوایان - سه احمق - کاپیتان فیلیپس - جنگوی زنجیرگسسته - جاذبه | - ناگیسا اوشیما (کارگردان) - Etsuko Takano (Iwanami Hall Manager, President of Equipe de Cinema) - Kumagai Hideo (تکنسین روشنایی) - رنتارو میکونی (بازیگر) - ایسائو ناتسویاگی (بازیگر) |
| جایزه ویژه انجمن | جایزه افتخار ویژه انجمن |
| - Akane Shiratori (Scriptwriter) - Akira Fukuda (Costume Designer) - Harumi Yoshida (Sceneshifter) | - کن تاکاکورا (بازیگر) |

## فیلم‌هایی با چندین نامزدی
فیلم‌های زیر چندین نامزدی دریافت کرده‌اند:
| نامزدها | فیلم                     |
| ------- | ------------------------ |
| 12      | گذرگاه بزرگ              |
| 12      | پسر کو ندارد نشان از پدر |
| 12      | خانواده توکیو            |
| 9       | این را از ریکیو بپرس     |